# Ryan Shealy
Ryan Shealy, né le 29 août 1979 à Fort Lauderdale (Floride), est un ancien joueur américain de baseball ayant évolué en Ligue majeure de baseball.